# Mimoropica tevorensis
Mimoropica tevorensis är en skalbaggsart som beskrevs av Stefan von Breuning 1965. Mimoropica tevorensis ingår i släktet Mimoropica och familjen långhorningar. Inga underarter finns listade i Catalogue of Life.